# هیرواکی میورا
هیرواکی میورا (انگلیسی: Hiroaki Miura; ۲۴ مارس ۱۹۷۷ – ) صداپیشه اهل ژاپن بود. وی از سال ۱۹۹۸ میلادی تاکنون مشغول فعالیت بوده‌است.